# Tylczak łukowy
Tylczak łukowy – małe narzędzie krzemienne o ostrej krawędzi ustawionej przeciwlegle do krawędzi stępionej retuszem, zwanej tylcem. Co najmniej jeden koniec tylczaka łukowego jest zaostrzony. Narzędzia takie występowały w Europie Zachodniej w górnym paleolicie. Są typowe między innymi dla kultury azylskiej.